# Francesco Cossiga
Pour les articles homonymes, voir Cossiga.
Francesco Cossiga, né le 26 juillet 1928 à Sassari, au nord-ouest de la Sardaigne, et mort le 17 août 2010 à Rome, est un homme d'État italien, président de la République italienne de 1985 à 1992.
Professeur de droit constitutionnel à l'université de Sassari, il entame sa carrière politique en 1958, après avoir été élu député sous les couleurs de la DC. Entré au gouvernement en 1974, il devient ministre de l'Intérieur deux ans plus tard, gagnant à ce poste la réputation d'un « homme fort » réprimant les manifestations publiques mais l'enlèvement suivi du meurtre du démocrate-chrétien Aldo Moro, qu'il n'a pu empêcher malgré sa fermeté, le contraint à quitter le gouvernement.
Nommé président du Conseil en 1979, il dirige une fragile coalition gouvernementale centriste finalement démise un an plus tard, faute d'une majorité stable au Parlement. Après les élections générales de 1983, il est désigné président du Sénat par ses pairs.
En 1985, alors âgé de 56 ans, il est largement élu président de la République italienne à l'issue d'un tour unique pour un septennat. D'abord en retrait, il intervient de plus en plus régulièrement tout au long de son mandat en ayant une lecture plus personnelle du rôle du chef de l'État prescrite par la Constitution mais, contesté aussi bien par l'opinion que par les partis, il démissionne quelques mois avant la fin prévue de son mandat.
Devenu sénateur à vie, il ne quitte pas la scène politique et devient une figure éminente et respectée du centre de l'échiquier politique malgré des déclarations qui suscitent la polémique jusqu'à sa mort, en 2010.

## Biographie

### Débuts politiques
Issu d'une famille de la haute bourgeoisie sarde de tradition laïque, républicaine et antifasciste orientée vers la gauche modérée, Francesco Maurizio Cossiga naît le 26 juillet 1928 à Sassari, en Italie. Sorti diplômé du lycée alors qu'il est âgé de seize ans, il rejoint dès l'année suivante les rangs de la Démocratie chrétienne tout en entamant des études de droit à l'université de Sassari. Après trois premières années, il obtient son diplôme et devient, à dix-neuf ans, assistant ordinaire puis professeur associé à la faculté de droit de cette même université.
Sans interrompre ses travaux universitaires, il cultive un réseau d'amitié qui l'amène à se tourner progressivement vers un engagement politique plus accru au sein de la DC : d'abord proche d'Antonio Segni, puis principal lieutenant de Paolo Emilio Taviani, homme politique très pragmatique qui fut à plusieurs reprises ministre, Francesco Cossiga rejoint finalement l'aile progressiste de son parti, dont le chef est Aldo Moro. Il fait partie des « jeunes turcs », génération de jeunes hommes politiques qui obtiennent de façon inattendue la direction de la Démocratie chrétienne dans la province de Sassari en 1956.
En 1960, Cossiga épouse Giuseppa Sigurani (1937-2018), avec laquelle il a deux enfants prénommés Anna Maria et Giuseppe ; ce dernier, né en 1963, suivra le chemin de son père et mènera, sous les couleurs du centre-droit, sa propre carrière politique.

### Ministre de l'Intérieur
Constamment élu député pour la circonscription de Cagliari-Sassari à partir de 1958, il voit sa carrière politique prendre de l'importance lorsqu'il nommé, au mois de février 1966, secrétaire d'État au ministère de la Défense chargé des services secrets. Toutefois, il n'entre pleinement au gouvernement que le 23 novembre 1974 en devenant ministre sans portefeuille chargé de l'Organisation de l'Administration publique sous les ordres d'Aldo Moro.
Le 12 février 1976, Francesco Cossiga est nommé ministre de l'Intérieur dans le cinquième gouvernement Moro ; il conserve ce poste dans les troisième et quatrième gouvernements de Giulio Andreotti dont il devient un allié et un ami personnel au sein de la DC.
Au cours de son séjour au palais du Viminal, siège du ministère, il restructure la police italienne, la protection civile et les services secrets notamment pour lutter contre le terrorisme. Son pragmatisme et sa fermeté, résolue contre les groupuscules d'extrême-gauche, lui valent d'être considéré comme « l'homme fort » des gouvernements auxquels il appartient d'autant que c'est le début, pour Cossiga, d'une série d'événements qui auront un impact réel sur sa carrière politique.

#### Les émeutes de 1977

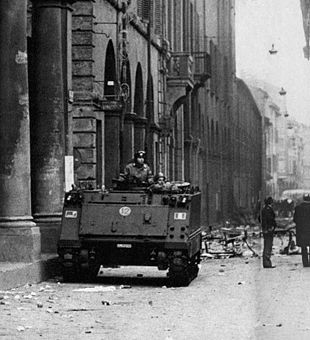
Véhicule blindé à Bologne, en 1977.

En 1977, la ville de Bologne est en proie à de violentes manifestations provoquées par la mort, le 11 mars, d'un jeune militant d'extrême-gauche, Francesco Lorusso, ayant appartenu au mouvement radical Lotta Continua, tué d'une balle par un officier de police lors d'un mouvement qui devait provoquer la dispersion de partisans de l'organisation de droite Communion et Libération, réunis ce matin-là à l'université de Bologne. Chargé de rétablir l'ordre, Cossiga fait envoyer des véhicules blindés pour encercler la zone universitaire afin d'amoindrir une éventuelle guérilla en préparation. Le conflit opposant les forces de l'ordre aux manifestants est très violent et fait de nombreuses victimes, dont certaines n'ont pas pris part au mouvement.
Le 1er octobre 1977, la ville de Turin est à son tour le théâtre d'une violente manifestation d'ex-militants de Lotta Continua qui s'en prennent au siège du Mouvement social italien (MSI), parti fasciste, puis au bar L'angelo azzuro, habituellement fréquenté par de jeunes militants de droite. Le lancement de deux cocktails Molotov coûtent néanmoins la vie de l'étudiant Roberto Crescenzio, pourtant apolitique ; sa mort sera plus tard qualifiée de « tragique accident » par l'un des meneurs du mouvement révolutionnaire. Cossiga lui-même utilise cet épisode pour justifier la dissolution, prononcée un an plus tôt, de l'organisation.

#### L'enlèvement d'Aldo Moro
Le 16 mars 1978, Aldo Moro est enlevé à Rome par un commando dépêché par les Brigades rouges, quelques heures avant que le nouveau gouvernement de Giulio Andreotti ne se présente devant les députés à l'occasion d'un vote de confiance.
Très rapidement, Cossiga décide de mettre en place deux « comités de crise » impliquant le commandement suprême des forces de police, les Carabinieri, la Guardia di Finanza ainsi que les directeurs récemment nommés du SISMI et du SISDE. Les renseignements militaires sont également sollicités par le ministre de l'Intérieur qui tient à gérer personnellement la situation.
Refusant farouchement de négocier avec les ravisseurs qu'il traite de « terroristes » et déterminé à ne pas fléchir, Cossiga ne peut éviter la mort de Moro, dont le cadavre est retrouvé le 9 mai 1978 dans le coffre d'une voiture via Caetani, à Rome, à l'issue d'une captivité longue de cinquante-cinq jours. Deux jours plus tard, s'estimant pleinement responsable de ce qu'il considère comme un fiasco, il démissionne et fait savoir qu'il se déclare « politiquement mort ». Pour de nombreux commentateurs, l'affaire Moro sonne alors le glas de sa carrière politique.

### Président du Conseil

#### Formateur du gouvernement
À la suite des élections générales anticipées du 3 juin 1979, Francesco Cossiga est pressenti pour former le prochain gouvernement. Il doit toutefois attendre le 4 juillet suivant pour être désigné formateur par le chef de l'État, Sandro Pertini.
Après plusieurs semaines de tractations, il parvient à former un exécutif réunissant la DC, le Parti social-démocrate italien (PSDI) et le Parti libéral italien (PLI), avec deux ministres, l'économiste Franco Reviglio della Veneria et l'éminent juriste Massimo Severo Giannini, issus de la société civile mais proches du Parti socialiste italien. Le nouveau gouvernement prête serment le 4 août 1979 devant le président Pertini et Cossiga, à cinquante-et-un ans, succède à Giulio Andreotti, lui-même démocrate-chrétien, comme président du Conseil des ministres.
Afin de s'assurer une majorité plus stable, il élargit la coalition et forme, le 4 avril 1980, un second gouvernement, avec le Parti socialiste italien (PSI) et le Parti républicain italien (PRI).

#### L'attentat de la gare de Bologne
Dans la matinée du 2 août 1980, la gare de Bologne est frappée par un grave attentat qui fait 85 morts et des centaines de blessés. Le président du Conseil, qui se rend sur place, évoque un possible accident dû à l'explosion d'une vieille chaudière située au sous-sol de la gare mais les investigations menées sur les lieux du drame rendent caduque cette version et la polémique prend forme quant à une éventuelle dissimulation, par le gouvernement, des faits établissant qu'il s'agissait effectivement d'un attentat.
La responsabilité de cet attentat est immédiatement imputée à des néo-fascistes, d'après le quotidien de gauche L'Unità, ce que confirme Cossiga dans les jours suivants au cours d'une intervention d'urgence au Sénat : « Contrairement au terrorisme de gauche, qui veut frapper le cœur de l'État et atteindre ses représentants, le terrorisme noir préfère commettre le massacre car il favorise la panique et les réactions impulsives » explique le président du Conseil.

#### Chute du cabinet
Autrefois très respecté par le Parti communiste italien, ses relations avec le principal parti d'opposition se dégradent rapidement. Le juge d’instruction de Turin qui mène une enquête sur des faits de terrorisme d’extrême gauche obtient des déclarations de la part d'un prévenu, selon lequel le président du conseil aurait mis au courant le vice-secrétaire se la Démocratie chrétienne, le très influent Carlo Donat-Cattin, de l'imminente arrestation de son fils Marco, gravement impliqué. Par conséquent, le PCI demande au parlement la mise en état d'accusation du chef du gouvernement, une première dans l'histoire de la République italienne.
La Chambre des députés et le Sénat réunis rejettent la demande et l'affaire est classée, mais Cossiga remet sa démission dès le 28 septembre, à la suite du rejet de son budget au Parlement. Arnaldo Forlani lui succède vingt jours plus tard.

### Président du Sénat
Blessé, pour la deuxième fois dans sa carrière politique, après sa démission il décide de prendre un peu de recul. Aux élections générales anticipées du 26 juin 1983 il se présente au Sénat de la République, auquel il est élu en Sardaigne.
Le 12 juillet suivant, il est porté à la présidence de la chambre haute dès le premier tour, par 280 voix sur 315, contre 18 à Araldo di Crollalanza, du Mouvement social italien-Droite nationale (MSI). Il succède alors à Vittorino Colombo, éphémère président du Sénat également issu de la DC.

### Président de la République

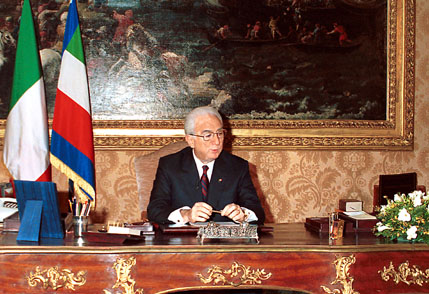
Le président Francesco Cossiga, dans son bureau au palais du Quirinal.

Le 24 juin 1985, Francesco Cossiga est élu chef de l'État dès le premier tour de scrutin, avec une très forte majorité de 752 voix pour 977 votants, même les élus du Parti communiste italien ayant voté pour lui. Le président sortant, le socialiste Sandro Pertini, renonce à ses fonctions le 29 juin, sans attendre la fin de son mandat. En tant que président du Sénat, Francesco Cossiga assure l'intérim à la présidence de la République italienne jusqu'à son investiture, le 3 juillet 1985. Il devient alors, à 56 ans, le plus jeune président de la République italienne.
Exerçant d'abord sa nouvelle fonction de manière honorifique comme c'est la tradition, Cossiga multiplie ensuite les déclarations (« esternazioni ») fracassantes à la presse et à la télévision. À partir de 1990, il prend ses distances vis-à-vis de la Démocratie chrétienne. Il démissionne de son poste en avril 1992, deux mois avant la fin de son mandat, pour protester contre certains aspects du système politique italien (il dénonce les combines politiques, le système des partis et défend un régime présidentiel), souhaitant laisser la place à un « président fort », directement élu par les citoyens italiens au suffrage universel direct.

### Sénateur à vie après la présidence

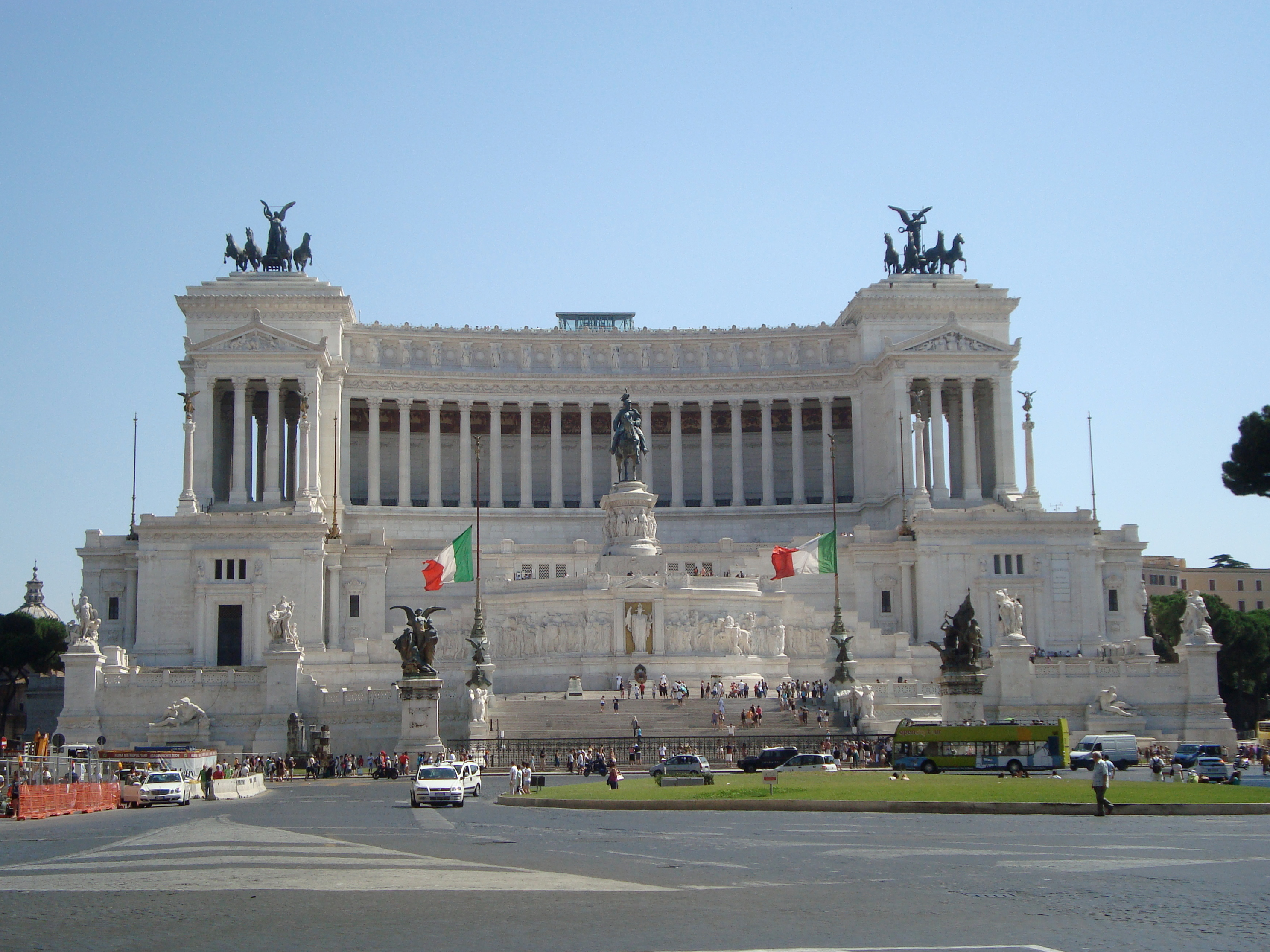
Le Monument à Victor-Emmanuel II avec les Tricolore en berne le jour du décès de Cossiga.

Jusqu'à sa mort, Francesco Cossiga est ensuite sénateur à vie en tant qu'ancien président de la République. En 1998, il fonde un nouveau parti centriste, l'Union démocratique pour la République (UDR), qui soutient le gouvernement dirigé par l'ancien communiste Massimo D'Alema puis Silvio Berlusconi et disparaît rapidement du paysage politique. Se déclarant catholique indépendant, ses prises de position et déclarations, toujours très virulentes, font régulièrement la une des journaux, ce qui lui vaut le surnom de « picconatore » (celui qui donne des coups de pic tous azimuts),.
Durant l'été 2010, Francesco Cossiga est hospitalisé à l'hôpital Gemelli de Rome à la suite de problèmes cardiaques et respiratoires. Alors que son état de santé s'améliorait progressivement, il meurt d'un arrêt cardio-circulatoire le 17 août 2010. Dans une lettre au président du Sénat, peu avant sa mort, il écrit :

« […] à cet instant où le Dieu tout-puissant, auquel j’ai cru et dont j’ai confessé la vérité, va prononcer son jugement sur ma vie, ainsi que sur la justice et la charité que j'ai pratiquées, je proclame ma foi religieuse dans la Sainte Église catholique et je confirme ma foi citoyenne dans la République, communauté d’hommes libres et égaux, et dans la Nation italienne qui en elle a réalisé sa liberté et son unité. »

## Distinctions
- Grand collier de l'ordre de l'Infant Dom Henri  Portugal (1990)
- Intronisé dans l'ordre du Libérateur
- Grand-croix de l'ordre de Dannebrog
- Grand-croix de l'ordre du Christ